# Carlo Ninchi
Pour les articles homonymes, voir Ninchi.
Carlo Ninchi, né le 31 mai 1896 à Bologne et mort le 1er mai 1974 à Milan, est un acteur italien.

## Biographie
Au cinéma, entre 1931 et 1962, Carlo Ninchi apparaît dans plus de 120 films, majoritairement italiens (notamment des péplums). Mais il participe également à plusieurs films français (ou coproductions), aux côtés de Fernandel et Gérard Philipe, entre autres.
Il est le frère de l'acteur Annibale Ninchi (1887-1967) et le cousin de l'actrice Ave Ninchi (1915-1997).

## Filmographie partielle

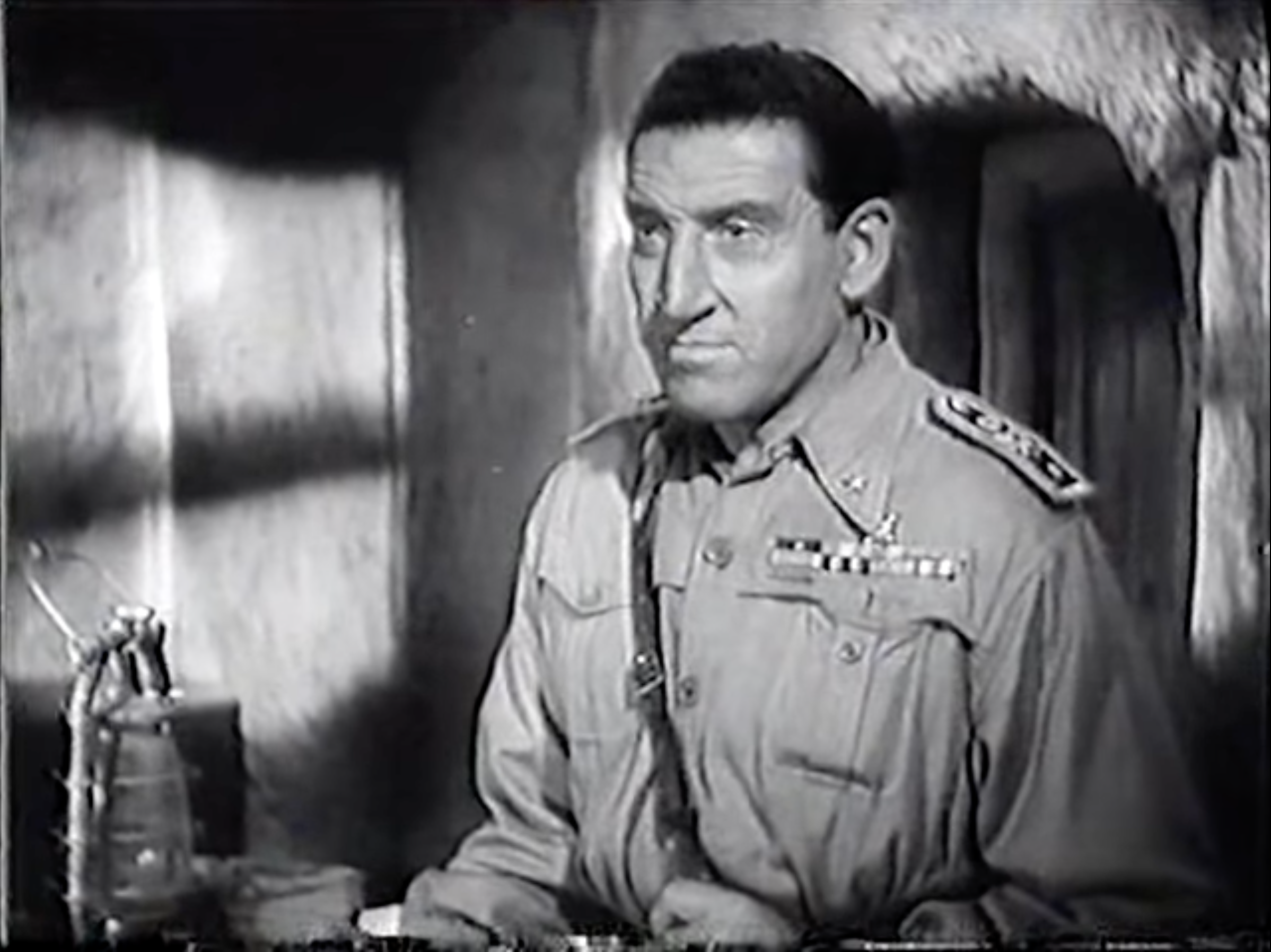
Carlo Ninchi dans le rôle de Salvatore Castagna dans le film Giarabub (1942).

- 1931 : Cour d'assises (Corte d'Assise) de Guido Brignone
- 1931 : Le Rappel de la terre (Terra madre) d'Alessandro Blasetti
- 1932 : La Wally de Guido Brignone
- 1935 : Amo te sola de Mario Mattoli
- 1935 : Le Passeport rouge (Passaporto rosso) de Guido Brignone
- 1937 : Scipion l'Africain (Scipione l'africano) de Carmine Gallone
- 1939 : Dora Nelson de Mario Soldati
- 1940 : La fanciulla di Portici de Mario Bonnard
- 1940 : Lucrezia Borgia de Hans Hinrich
- 1941 : Le Chevalier noir (Marco Visconti) de Mario Bonnard
- 1941 : Les Fiancés (I promessi sposi) de Mario Camerini
- 1941 : Le roi s'amuse (Il re si diverte) de Mario Bonnard
- 1942 : Chaînes invisibles (Catene invisibili) de Mario Mattoli
- 1942 : Ce soir, rien de nouveau (Stasera nienti di nuovo) de Mario Mattoli
- 1942 : Dans les catacombes de Venise (I due Foscari) d'Enrico Fulchignoni
- 1942 : Giarabub (it) de Goffredo Alessandrini
- 1942 : Le Lion de Damas (Il leone di Damasco) de Corrado D'Errico et Enrico Guazzoni
- 1943 : La valle del diavolo de Mario Mattoli
- 1944 : Vers l'abîme (Lacrime di sangue) de Guido Brignone
- 1944 : Circo equestre Za-bum de Mario Mattoli
- 1945 : La Porte du ciel (La porta del cielo) de Vittorio De Sica
- 1945 : Deux Lettres anonymes (Due lettere anonime) de Mario Camerini
- 1945 : Le Chant de la vie (Il canto della vita) de Carmine Gallone
- 1946 : La Proie du désir (Desiderio) de Marcello Pagliero et Roberto Rossellini
- 1946 : L'adultera de Duilio Coletti
- 1947 : La Fille du capitaine (La figlia del capitano) de Mario Camerini
- 1947 : Le Passeur (Il passatore) de Duilio Coletti
- 1948 : Totò au Tour d'Italie (Totò al giro d'Italia) de Mario Mattoli
- 1949 : Fabiola d'Alessandro Blasetti
- 1949 : Le Fils de d'Artagnan (Il figlio di d'Artagnan) de Riccardo Freda
- 1949 : Totò le Moko de Carlo Ludovico Bragaglia
- 1949 : Exodus (Il grido della terra) de Duilio Coletti
- 1949 : Le comte Ugolin (Il conte Ugolino) de Riccardo Freda
- 1950 : Taxi de nuit (Taxi di notte) de Carmine Gallone
- 1950 : La Beauté du diable de René Clair
- 1950 : La Porteuse de pain de Maurice Cloche
- 1950 : Le Prince pirate (Il leone di Amalfi) de Pietro Francisci
- 1950 : Naples millionnaire (Napoli milionaria) d'Eduardo De Filippo
- 1950 : Les Six Femmes de Barbe Bleue (Le sei mogli di Barbablù) de Carlo Ludovico Bragaglia
- 1951 : Beautés à bicyclette (Bellezze in bicicletta) de Carlo Campogalliani
- 1951 : Messaline (Messalina) de Carmine Gallone
- 1952 : L'Héritier de Zorro (Il sogno di Zorro) de Mario Soldati
- 1952 : La Prisonnière de la tour de feu (Prigioniera della torre di fuoco) de Giorgio Walter Chili
- 1952 : Quatre roses rouges (Quattro rose rosse) de Nunzio Malasomma
- 1952 : Les Chemises rouges (Camicie rosse) de Goffredo Alessandrini
- 1952 : Amour et Jalousie (La fiammata) d'Alessandro Blasetti
- 1953 : L'Ennemi public numéro un d'Henri Verneuil
- 1953 : Spartacus (Spartaco) de Riccardo Freda
- 1954 : Avant le déluge d'André Cayatte
- 1954 : Sémiramis, esclave et reine (La cortigiana di Babilonia) de Carlo Ludovico Bragaglia
- 1955 : Chéri-Bibi de Marcello Pagliero
- 1956 : Nos plus belles années (I giorni più belli) de [ Mario Mattoli
- 1957 : Les Fiancés de la mort (I fidanzati della morte) de Romolo Marcellini
- 1957 : Responsabilité limitée (I colpevoli)
- 1958 : Il marito de Nanni Loy, Fernando Palacios et Gianni Puccini
- 1960 : La ciociara de Vittorio De Sica
- 1960 : Il était trois flibustiers (I moschettieri del mare) de Massimo Patrizi et Steno
- 1961 : Constantin le Grand (Costantino il grande) de Lionello De Felice